# Trasmiera

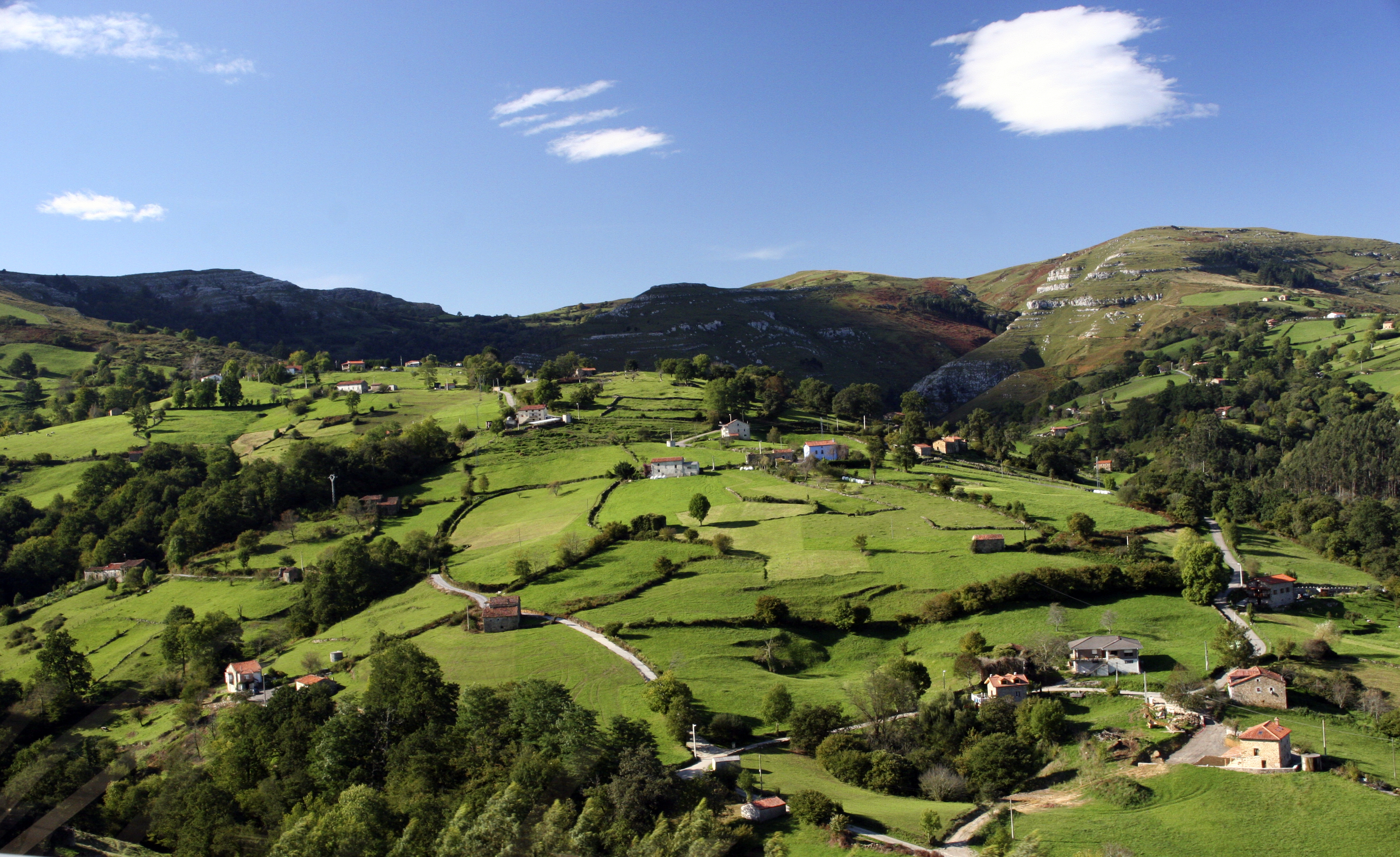
Paisagem em Riotuerto

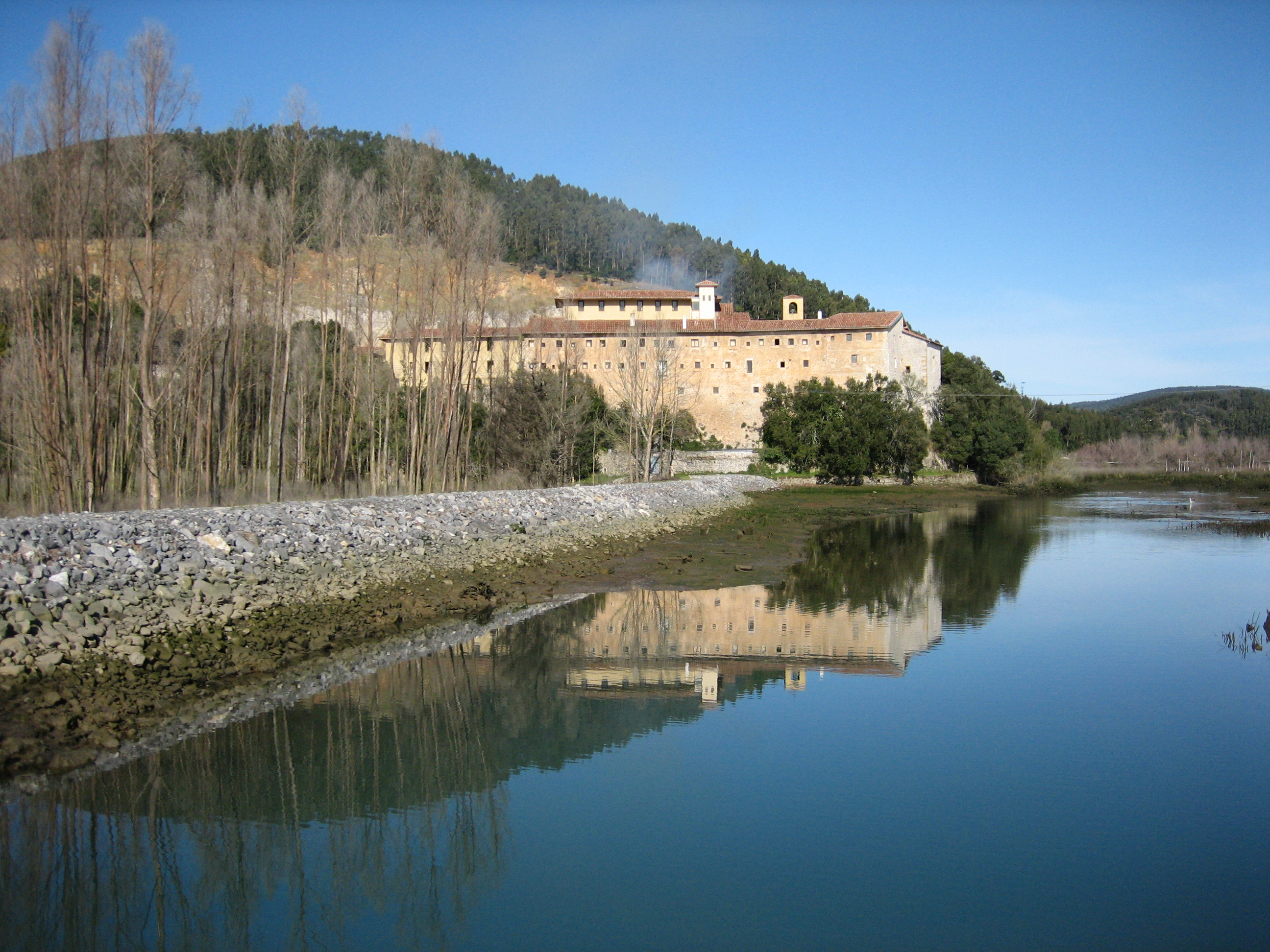
Convento de San Sebastián de Hano, junto às marismas de Santoña

Trasmiera, também conhecida como merindade de Trasmiera e historicamente como Tresmiera é uma das comarca históricas do norte de Espanha, na província e comunidade autónoma da Cantábria. Tem 558 km² de área e em 2021 tinha 62 178 habitantes. Situa-se a leste do rio Miera e estende-se até ao rio Asón [es]; na costa estende-se pelas baías de Santander  de Santoña [es], ocupando uma grande parte do litoral oriental da Cantábria. A costa nessa área caracteriza-se pelas suas falésias e belas praias, como as de Langre [es], Loredo [es], Isla [es], as de Noja e a de Berria [es]. No interior a comarca tem extensos prados, instalações hoteleiras e parques de campismo.
A comarca não tem atualmente estatuto administrativo, pois apesar de já existir uma lei para a divisão em comarcas da Cantábria desde 1999, esta ainda não foi regulamentada.
| \| Limites da comarca de Trasmiera \| \| \| \| Mar Cantábrico \| \| \| \| Comarca de Santander \| \| Costa Oriental • Asón-Agüera \| \| Vales Pasiegos \| Asón-Agüera \| Asón-Agüera \| |             |                              |
| Limites da comarca de Trasmiera |             |                              |
| Mar Cantábrico |             |                              |
| Comarca de Santander |             | Costa Oriental • Asón-Agüera |
| Vales Pasiegos | Asón-Agüera | Asón-Agüera                  |

## História
Os vestígios mais antigos conhecidos da região são da Pré-história e encontram-se nas cavernas de Puente Viesgo, Santoña, Miera e La Garma [es] (em Omoño [es], Ribamontán al Monte). Os vestígios da presença romana são escassos, exceto na baía de Santoña, pois a romanização da zona foi pouco relevante. Em contrapartida, a cultura dos povos cântabros persistiu até ao final do Reino Visigótico (418–711 d.C.).
Entre os séculos VIII e X teve lugar um processo de repovoamento, o que indica que a região estaria praticamente desabitada. O rei Afonso I das Astúrias (r. 739–757), duque da Cantábria, mandou repovoar o que agora se conhece como Comarca de Trasmiera, onde havia muito poucos núcleos humanos. O repovoamento foi feito seguindo o costuma da época, patrocinando a fundação de pequenos mosteiros, em volta dos quais se foram estabelendo assentamentos de famílias vizinhas transumantes que se organizaram em aldeias, que deram origem a muitas das povoações atuais. Aos monges era oferecida a propriedade (a chamada presúria) de terras sem uso na condição de as cultivarem. Os mosteiros de repovoamento mais antigos foram os de São Vicente de Fístoles (em Esles [es], Santa María de Cayón) e Santa Maria de Puerto [es] em Santoña. Este último teve um amplo domínio jurisdicional que durou até ao século XVI, mas a partir do século XI, uma ordem real obrigou-o a depender do Mosteiro de Nájera [es], na Rioja e assim se manteve até ao século XIX, quando a desamortização extinguiu os mosteiros.
Nos documentos do século IX a comarca aparece como delimitação geográfica e administrativa. Esta delimitação contribuiu para que ao longo dos séculos se tenham podido conservar muitos costumes e atividades ancestrais. Uma das atividades mais curiosas é o uso de moinhos de maré, que funcionaram até há pouco tempo; na localidade de Isla (município de Arnuero).
Historicamente a Cruz de Somarriba [es], na localidade homónima do município de Liérganes, marcava o limite ocidental de Trasmiera com o território das Astúrias de Santillana [es]. Considera-se que a cruz marca a divisória entre a Cantábria oriental (que começa em Trasmiera) e a Cantábria ocidental.

### Merindade de Trasmiera
Trasmiera aparece citada na crónica de Afonso III das Astúrias (866–910), escrita no século IX, e foi vinculada ao Condado de Castela no século seguinte. A partir do século XIII a demarcação foi estabelecida com entidade administrativa por ordem real. Em finais do século XIV registaram-se na região numerosos episódios das guerras de bandos [es], provocadas pelas diversas famílias que compunham a estrutura senhorial da Cantábria em disputa pela ampliação dos seus domínios. Em Trasmiera a guerra foi protagonizada pelo enfrentamento entre a família Giles de Solórzano, apoiada pelos Velasco [es], e a família Negretes de  Agüero (Marina de Cudeyo).
O rei era representado na região por um merino (meirinho) que no início era um membro da Casa de Lara, originária da província de Burgos; passado algum tempo, os merinos passaram a ser escolhidos entre as famílias autóctones da comarca. Regida pelos seus "concelhos de homens de behetría [es]", a comarca conseguiu livrar-se do imposto da alcavala [es] no século XV. Os Reis Católicos (r. 1474–1504) ajudaram a consolidar a estrutura interna em juntas — Cudeyo, Ribamontán, Siete Villas, Cesto e Voto, a que depois se juntaram, mediante carta de irmandade, as vilas de Santoña e Escalante, assim como o lugar de Argoños em 1579. Cada junta construiu a sua casa de audiência e cadeia, ao passo que as juntas gerais da merindade eram realizadas em Hoz de Anero (Ribamontán al Monte), que era a capital da merindade. Até à criação dos ayuntamientos (municípios) constitucionais, em 1834, a merindade gozou de consideráveis isenções fiscais, um alto grau de autogoverno e isenções militares para fins de autodefesa.

## Municípios

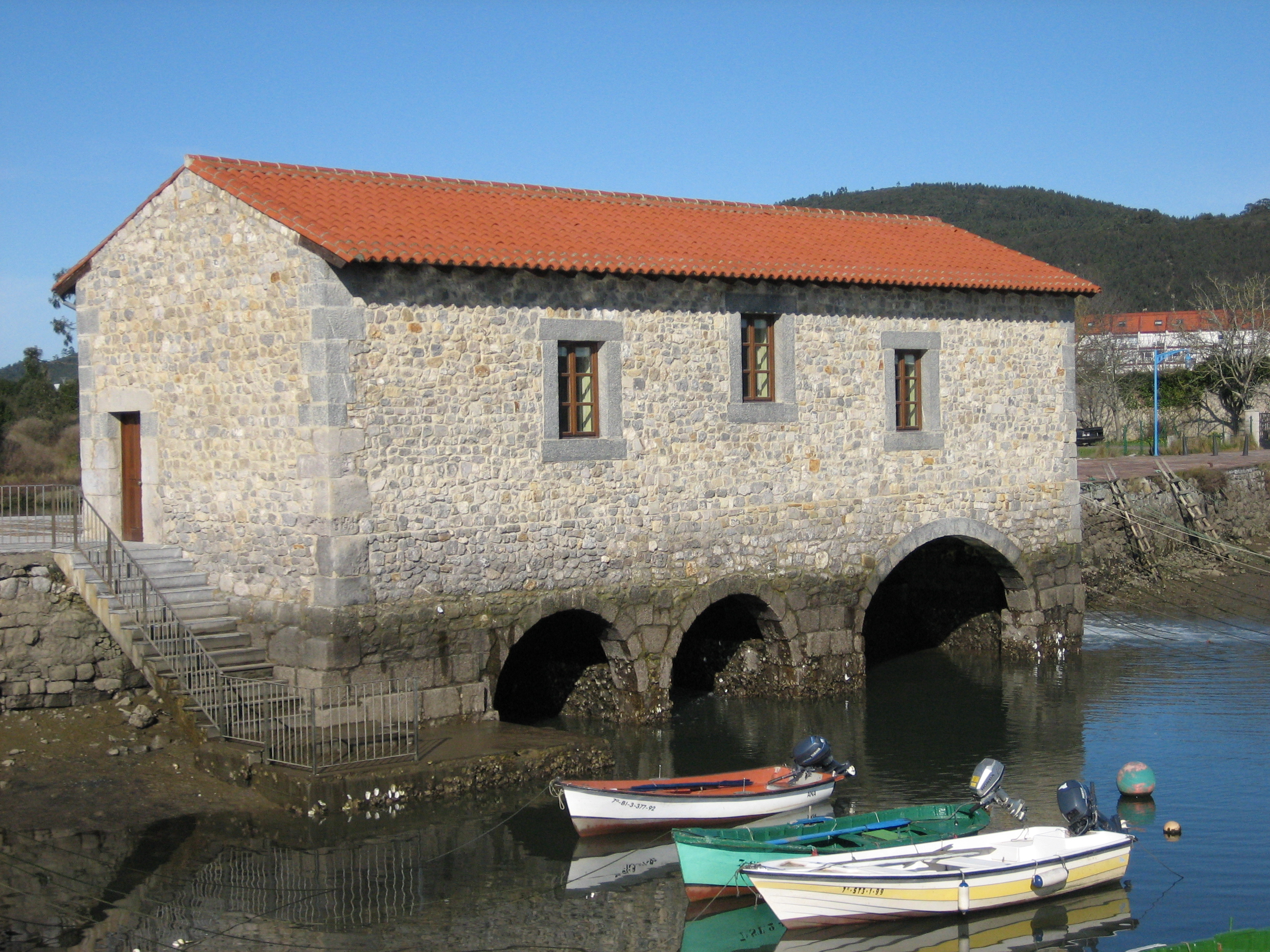
Moinho de maré em Argoños

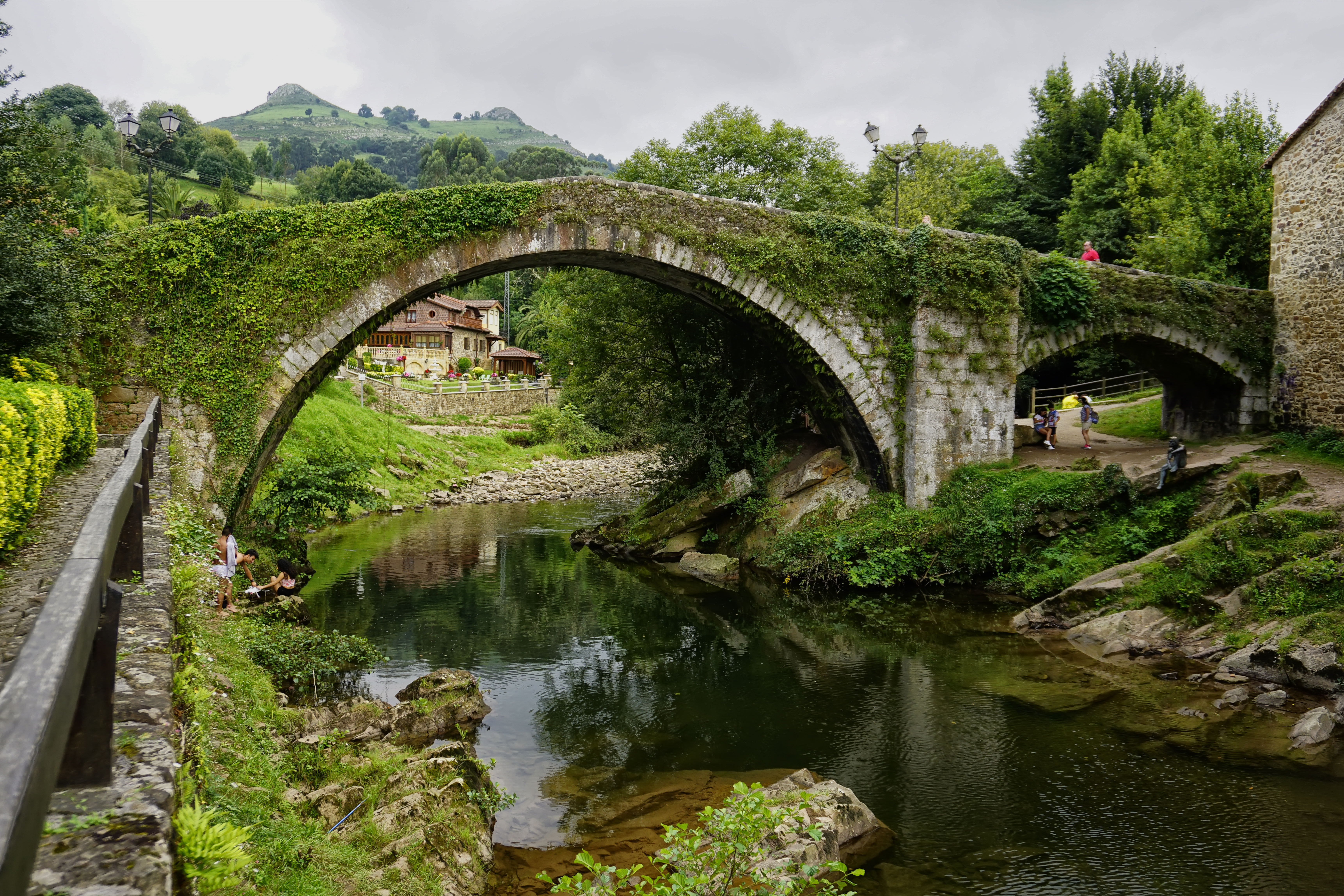
Ponte de Liérganes

| Município           | Área (km²) | População (2021) | Densidade (hab./km²) |
| ------------------- | ---------- | ---------------- | -------------------- |
| Argoños             | 5,5        | 1 834            | 333,5                |
| Arnuero             | 24,7       | 2 144            | 86,8                 |
| Bárcena de Cicero   | 36,7       | 4 399            | 119,9                |
| Bareyo              | 32,4       | 2 129            | 65,7                 |
| Entrambasaguas      | 43,2       | 5 357            | 124                  |
| Escalante           | 19,1       | 762              | 39,9                 |
| Hazas de Cesto      | 21,9       | 1 644            | 75,1                 |
| Liérganes           | 36,7       | 2 403            | 65,5                 |
| Marina de Cudeyo    | 28,4       | 5 186            | 182,6                |
| Medio Cudeyo        | 26,8       | 7 606            | 283,8                |
| Meruelo             | 16,4       | 2 174            | 132,6                |
| Miera               | 33,8       | 386              | 11,4                 |
| Noja                | 9,2        | 2 650            | 288                  |
| Ribamontán al Mar   | 36,9       | 4 629            | 125,4                |
| Ribamontán al Monte | 42,2       | 2 382            | 56,4                 |
| Riotuerto           | 30,5       | 1 645            | 53,9                 |
| Santoña             | 11,5       | 11 011           | 957,5                |
| Solórzano           | 23,5       | 1 048            | 44,6                 |
| Voto                | 77,7       | 2 789            | 35,9                 |

## Ofícios artísticos tradicionais trasmeranos
Ao longo de séculos houve vários ofícios artísticos nos quais ganharam grande fama muitos naturais de Trasmiera tiveram muita fama, nomeadamente os mestres de obras os artesãos de retábulos e de sinos.

### Mestres canteiros

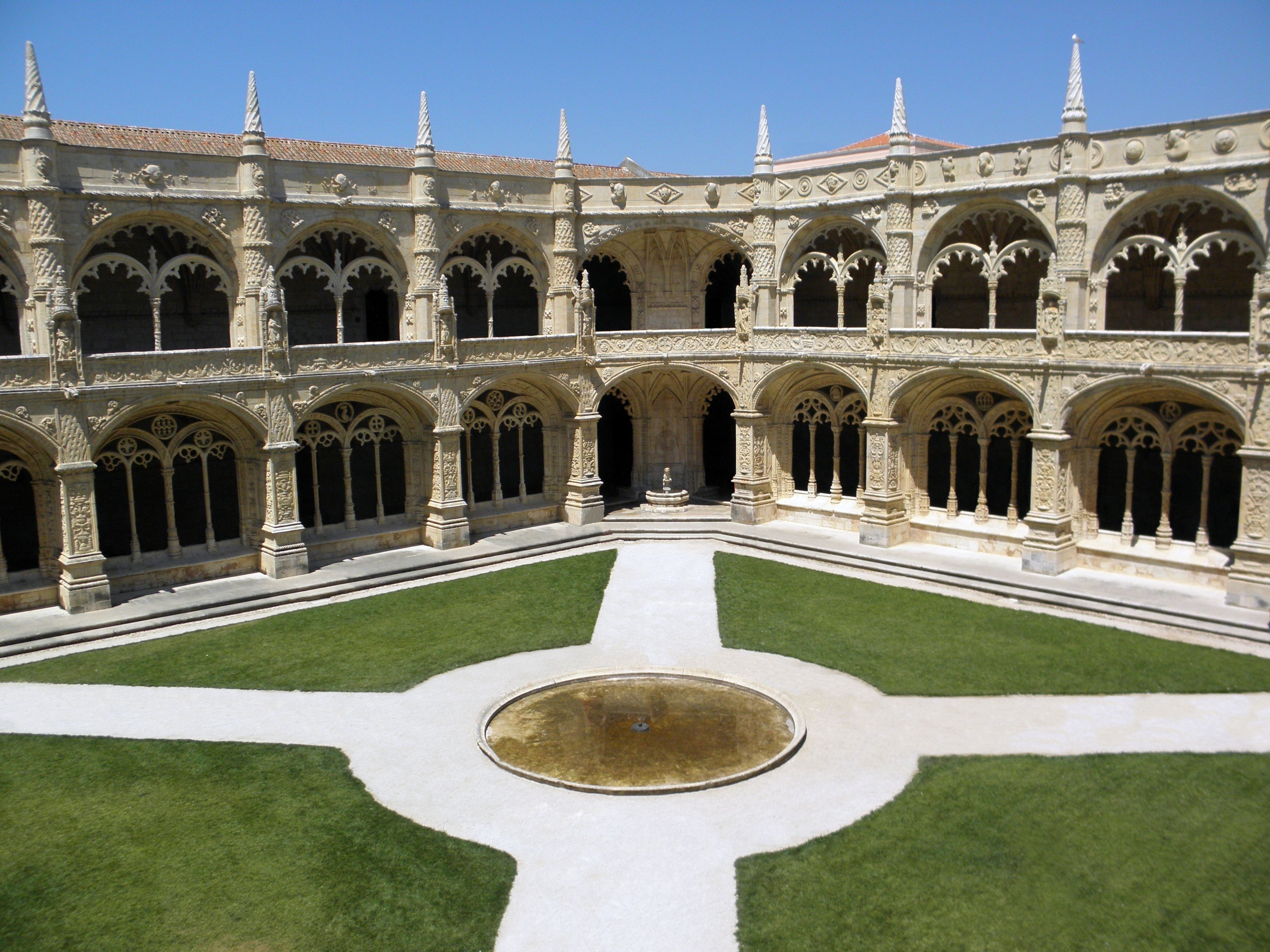
Claustro do Mosteiro dos Jerónimos, Lisboa, em cuja construção o mestre de obras trasmerano João de Castilho teve um papel muito relevante

A fama dos mestres canteiros de Trasmiera remonta à Idade Média e praticamente não há catedral ou grande monumento em Espanha no qual não tenham trabalhado mestres trasmeranos. O ofício de canteiro na região tinha tradicionalmente uma boa formação e era conhecido fora da comarca. Durante os séculos XV a XVIII deu-se o grande apogeu da construção em Espanha, Portugal e nas suas colónias americanas e muitos canteiros trasmeranos trabalharam em grandes obras, como o Mosteiro do Escorial, a Catedral de Siguença e vários grandes monumentos da Galiza, mas deixaram muito poucas marcas na Cantábria.
Sabe-se que no início do século XII numerosos pedreiros de Trasmiera foram chamados para trabalhar na construção das muralhas de Ávila. A partir do século XV há registo de que trabalhavam em toda a Castela e tinham cargos de responsabilidade. Isso levou-os a criar um grémio, uma associação fechada e esotérica na qual comunicavam por meio de um jargão especial que só eles conheciam, chamada pantoja [es].
O ofício era transmitido de pais para filhos, proporcionando a estes últimos uma aprendizagem especial que lhes permitia serem mestres e dirigir obras de catedrais antes dos 30 anos. Os contratos eram temporários e sazonais. A emigração ocorria geralmente em março, para regressar no inverno. Os canteiros mais famosos e mais solicitados por vezes estavam anos fora das suas terras e só regressavam para casar ou para administrar as suas propriedades e às vezes para fazer o testamento. Mesmo quando estavam muitos anos fora de casa, não perdiam a condição de vizinhos do local de origem. Os seus apelidos quase sempre refletiam o lugar de procedência. Alguns destes pedreiros chegaram a obter o estatuto de fidalgos, com as suas próprias armas heráldicas outorgadas pelo rei, e em alguns casos ocuparam cargos públicos.[carece de fontes?] O sobrenome da família nobre Cantera (pedreira em castelhano) tem origem em Trasmiera, devido à existência de numerosas pedreiras das quais se extraía pedra que era levada para Bilbau e que também era usada para edificações em  Somo (Ribamontán al Mar), Pedreña (Marina de Cudeyo) e outros locais.

#### Mestre de obras trasmeranos famosos

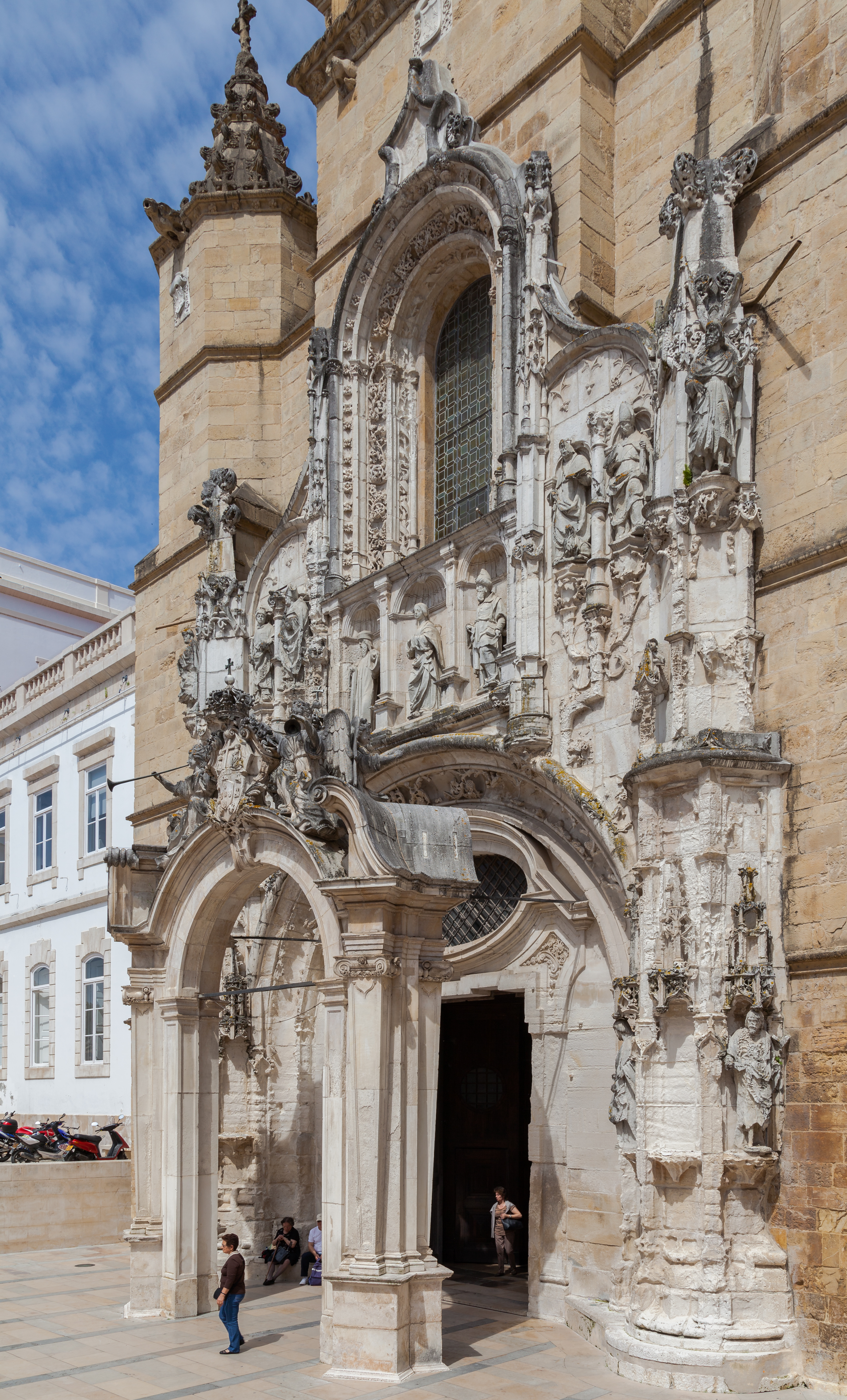
Mosteiro de Santa Cruz, em Coimbra, em cuja construção esteve envolvido o trasmerano Diogo de Castilho

- João de Castilho (1470–1552) — Considerado o maior arquiteto português do século XVI, pois as suas obras mais relevantes foram feitas em Portugal, onde viveu, dirigiu obras em pelo menos cinco edifícios atualmente classificadas como Património Mundial, como os mosteiros dos Jerónimos em Lisboa, da Batalha, e de Alcobaça, o Convento de Cristo em Tomar e a cidadela de Mazagão, além de também ter trabalhado nas catedrais de de Burgos e de de Sevilha.
- Diogo de Castilho (1490–1574) — meio-irmão do anterior, foi também arquiteto em Portugal, onde dirigiu obras, por exemplo, nos mosteiros dos Jerónimos, de Santa Cruz em Coimbra, de São Marcos na mesma cidade, da Serra do Pilar em Gaia e na Igreja de São Francisco do Porto.
- Martín, Bartolomé e Gaspar de Solórzano — Trabalharam na Catedral de Palência.
- Juan Gil de Hontañón (1480–1526) — Trabalhou nas catedrais de Toledo, de Segóvia e foi mestre de obras na Catedral Nova de Salamanca.
- Rodrigo Gil de Hontañón (1500–1577) — Filho do anterior, trabalhou nas catedrais de Salamanca, de Segóvia, de Valladolid, de Cidade Rodrigo [es], de Plasencia e de Santiago de Compostela, no Palácio de Monterrey em Salamanca e no Colégio Maior de Santo Ildefonso [es] em Alcalá de Henares.
- Diego de Riaño (m. 1534) — Catedral e Casa Consistorial [es] (Paços do Concelho) de Sevilha.
- Juan de Maeda [es] (m. 1576) — Discípulo de Diego de Siloé, trabalhou na Catedral de Granada e foi mestre de obras da Catedral de Sevilha, onde terminou a construção da  Capela Real [es].
- Gaspar de Arce [es] (1538–1603) — Foi mestre de obras nas catedrais de de Lugo e Santiago de Compostela; nesta cidade dirigiu também vários obras de relevo, nomeadamente nos conventos de São Francisco, São Martinho Pinário e São Paio de Antealtares.
- Diego de Praves [es] (1556–1620) — Foi arquiteto real em Valladolid.
- Juan de Herrera, o Trasmerano [es] [g] — Substituiu Rodrigo Gil de Hontañón como mestre de obras da Catedral de Santiago de Compostela no fim do século XVI. Nessa cidade dirigiu as obras do claustro da catedral, nomeadamente a fachada exterior que dá para a Praça do Obradoiro e em 1570 foi nomeado mestre-mor da cidade. Dirigiu também obras de reparação na Catedral de Ourense e de várias pontes e mosteiros.[12]
- Juan de Nates [es] (1545–1613) — Várias obras em Valladolid.
- Francisco de Praves [es] (1585–1637) — Arquiteto do duque de Lerma em Valladolid.
- Juan de Naveda [es] (1590–1638) — Tem uma obra muito extensa e diversificada, nomeadamente para várias ordens religiosas e para as dioceses de Burgos, Leão, Oviedo e Pamplona, nomeadamente a adaptação das respetivas catedrais aos convénios do Concílio de Trento. Foi também o autor de várias fortalezas,pontes e palácios, como o dos Acebedo [es] em Hoznayo (Entrambasaguas) [es], da Casa Consistorial [es] de Oviedo, além de ter sido "Inspetor Geral das Obras do Arcebispado de Burgos".
- Marcos de Vierna [es] (século XVIII) — Comissário Geral de Obras Públicas durante os reinados de Fernando VI e Carlos III.
- Valentín Mazarrasa — Obras em Valladolid, Toro e Zamora.
- Julián Mazarrasa — Autor de um tratado de arquitetura.

### Mestresretabulistas
A conceção e construção de retábulos foi outro ofício tradicional da Cantábria em geral e de Trasmiera em particular. A talha em madeira foi muito apreciada durante a Idade Média e Renascimento e depois do Concílio de Trento (1563), que promoveu o culto das imagens e dos retábulos, surgiram na região várias oficinas especializadas. A atividade teve o seu apogeu no século XVII, uma época sobre a qual há extensa documentação.
Alguns retabulistas, como Simón de Bueras, Juan de Alvarado [es] e Bartolomé de la Cruz alcançaram grande prestígio, nomeadamente na Rioja, Castela e País Basco. Os chamados "Mestres das Sete Vilas" (em redor da baía de Santoña) foram os que tiveram mais contacto com as oficinas castelhanas. Muitos desses retabulistas eram arquitetos consumados e tinham oficinas onde trabalhavam os talhadores, carpinteiros, assembladores, douradores e toda uma série de artesãos especializados necessários para a construção de  retábulos de alta qualidade. Estas oficinas trabalhavam com escultores, pintores e outros artistas.
Alguns dos ofícios indispensáveis nas oficinas de retábulos eram o mestre arquiteto, que organizava a estrutura e fazia o desenho; o mestre entalhador, que se encarregava dos motivos decorativos; o mestre carpinteiro; o mestre escultor; os mestres pintores, que se ocupavam da policromia; e os mestres douradores, que se ocupavam do douramento e dos estofados. Além dos mestres, nas oficinas havia também aprendizes e oficiais (operários). Durante os primeiros cinco anos o mestre ensinava o aprendiz, alimentava-o e dava-lhe sapatos. Se o aprendiz quisesse continuar como oficial, passava pelo menos mais cinco anos até alcançar um nível no ofício que lhe permitia tornar-se independente estabelendo-se por conta própria.

#### Estilo das imagens
O mestres retabulistas trasmeranos foram muito influenciados pelo romanismo [es] de Miguel ângelo e dos seus seguidores, muito em voga na primeira fase da Contrarreforma (século XVI). As imagens são muito realistas e expressivas, deixando muito patente o sofrimento dos santos e mártires. O expoente máximo desta corrente é o basco Juan de Ancheta [es], discípulo de Juan de Juni. O estilo dos mestres escultores foi evoluindo e em meados do século XVI deixam-se influenciar pela corrente do galego Gregorio Fernández. As oficinas dos retabulistas imitam e difundem as novas modas até que os gostos vão mudando e no final do século as imagens vão sendo gradualmente suprimidas e a os retábulos passam a ter outro tipo de decoração.

### Mestres sineiros

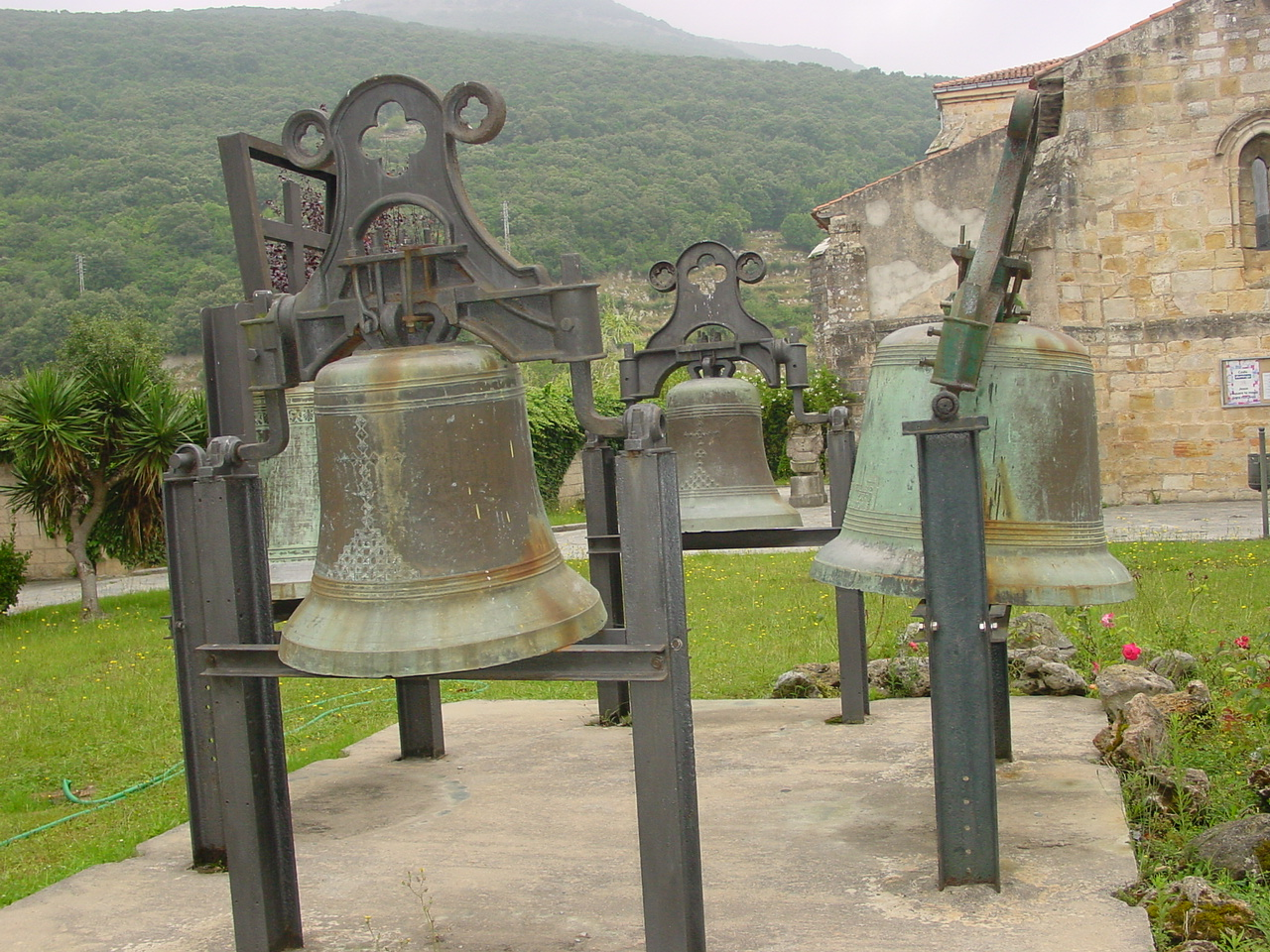
Sinos em Santoña, fundidos por mestres sineiros de Meruelo

O fabrico de sinos na Cantábria é uma tradição que remonta à Idade Média. A comarca de Trasmiera foi o berço de prestigiados fundidores de sinos, cuja fama ultrapassou as fronteiras de Espanha, tendo sido contratados em várias partes da Europa e da América. O ofício desenvolveu-se sobretudo na Junta das Sete Vilas, formada pelas localidades de Bareyo,  Ajo (Bareyo),  Güemes (Bareyo), Arnuero,  Castillo (Arnuero), Isla (Arnuero),  Soano (Arnuero), Meruelo e Noja, onde houve numerosas oficinas de sinos. O conhecimento foi transmitido de pais para filhos ao longo dos séculos, tendo-se constituído linhagens de mestres sineiros.
A importância dos mestres sineiros cântabros foi tal que diversos estudiosos assinalam que não há catedral, basílica ou igreja em Espanha que não tenha tido nos seus campanários a marca de um fundidor cântabro. No México e no Peru há várias catedrais com sinos fabricados por mestres trasmeranos. Em 1797 foi fundido um sino para a Catedral de Lima que se chama "A Cantábria", o que reflete a importância dos seus artesãos e do seu lugar de procedência.[carece de fontes?] Em 1753 foi fabricado por mestres de Arnuero para a Catedral de Toledo aquele que é considerado o maior sino de Espanha, com 14,4 toneladas, que demorou dois anos a ser fabricado. Diz-se que quando tocou pela primeira vez os vidros da cidade partiram-se e as grávidas abortaram com o susto,[carece de fontes?] o que levou a que fosse perfurado para amortecer o volume das suas badaladas. Quando os príncipes das Astúrias se casaram, o presente oficial da Cantábria aos foi o sino "Virgem Bem Aparecida", com 1,6 toneladas, fundido em Gajano (Marina de Cudeyo) por dois dos últimos herdeiros da tradição sineira trasmerana, os irmãos Portilla.